# Atlétika a 2016. évi nyári olimpiai játékokon
A 2016. évi nyári olimpiai játékokon az atlétika versenyeit augusztus 12. és 21. között rendezték. Összesen 47 versenyszámot rendeztek.

## Összesített éremtáblázat
(A táblázatokban Magyarország és a rendező ország sportolói eltérő háttérszínnel, az egyes számoszlopok legmagasabb értéke vagy értékei vastagítással kiemelve.)
| A 2016. évi nyári olimpiai játékok éremtáblázata atlétikában | A 2016. évi nyári olimpiai játékok éremtáblázata atlétikában | A 2016. évi nyári olimpiai játékok éremtáblázata atlétikában | A 2016. évi nyári olimpiai játékok éremtáblázata atlétikában | A 2016. évi nyári olimpiai játékok éremtáblázata atlétikában | Olimpia  |
| ------------------------------------------------------------ | ------------------------------------------------------------ | ------------------------------------------------------------ | ------------------------------------------------------------ | ------------------------------------------------------------ | -------- |
|                                                              | Ország                                                       | Arany                                                        | Ezüst                                                        | Bronz                                                        | Összesen |
| 1.                                                           | Egyesült Államok (USA)                                       | 13                                                           | 10                                                           | 9                                                            | 32       |
| 2.                                                           | Kenya (KEN)                                                  | 6                                                            | 6                                                            | 1                                                            | 13       |
| 3.                                                           | Jamaica (JAM)                                                | 6                                                            | 3                                                            | 2                                                            | 11       |
| 4.                                                           | Kína (CHN)                                                   | 2                                                            | 2                                                            | 2                                                            | 6        |
| 5.                                                           | Dél-afrikai Köztársaság (RSA)                                | 2                                                            | 2                                                            | 0                                                            | 4        |
| 6.                                                           | Nagy-Britannia (GBR)                                         | 2                                                            | 1                                                            | 4                                                            | 7        |
| 7.                                                           | Horvátország (CRO)                                           | 2                                                            | 0                                                            | 1                                                            | 3        |
| 7.                                                           | Németország (GER)                                            | 2                                                            | 0                                                            | 1                                                            | 3        |
| 9.                                                           | Etiópia (ETH)                                                | 1                                                            | 2                                                            | 5                                                            | 8        |
| 10.                                                          | Kanada (CAN)                                                 | 1                                                            | 1                                                            | 4                                                            | 6        |
| 11.                                                          | Lengyelország (POL)                                          | 1                                                            | 1                                                            | 1                                                            | 3        |
| 12.                                                          | Bahrein (BRN)                                                | 1                                                            | 1                                                            | 0                                                            | 2        |
| 12.                                                          | Spanyolország (ESP)                                          | 1                                                            | 1                                                            | 0                                                            | 2        |
| 14.                                                          | Bahama-szigetek (BAH)                                        | 1                                                            | 0                                                            | 1                                                            | 2        |
| 15.                                                          | Belgium (BEL)                                                | 1                                                            | 0                                                            | 0                                                            | 1        |
| 15.                                                          | Brazília (BRA)                                               | 1                                                            | 0                                                            | 0                                                            | 1        |
| 15.                                                          | Görögország (GRE)                                            | 1                                                            | 0                                                            | 0                                                            | 1        |
| 15.                                                          | Kolumbia (COL)                                               | 1                                                            | 0                                                            | 0                                                            | 1        |
| 15.                                                          | Szlovákia (SVK)                                              | 1                                                            | 0                                                            | 0                                                            | 1        |
| 15.                                                          | Tádzsikisztán (TJK)                                          | 1                                                            | 0                                                            | 0                                                            | 1        |
|                                                              |                                                              |                                                              |                                                              |                                                              |          |
| 21.                                                          | Franciaország (FRA)                                          | 0                                                            | 3                                                            | 3                                                            | 6        |
| 22.                                                          | Algéria (ALG)                                                | 0                                                            | 2                                                            | 0                                                            | 2        |
| 23.                                                          | Új-Zéland (NZL)                                              | 0                                                            | 1                                                            | 3                                                            | 4        |
| 24.                                                          | Ausztrália (AUS)                                             | 0                                                            | 1                                                            | 1                                                            | 2        |
| 24.                                                          | Japán (JPN)                                                  | 0                                                            | 1                                                            | 1                                                            | 2        |
| 26.                                                          | Bulgária (BUL)                                               | 0                                                            | 1                                                            | 0                                                            | 1        |
| 26.                                                          | Burundi (BDI)                                                | 0                                                            | 1                                                            | 0                                                            | 1        |
| 26.                                                          | Dánia (DEN)                                                  | 0                                                            | 1                                                            | 0                                                            | 1        |
| 26.                                                          | Fehéroroszország (BLR)                                       | 0                                                            | 1                                                            | 0                                                            | 1        |
| 26.                                                          | Grenada (GRN)                                                | 0                                                            | 1                                                            | 0                                                            | 1        |
| 26.                                                          | Katar (QAT)                                                  | 0                                                            | 1                                                            | 0                                                            | 1        |
| 26.                                                          | Hollandia (NED)                                              | 0                                                            | 1                                                            | 0                                                            | 1        |
| 26.                                                          | Mexikó (MEX)                                                 | 0                                                            | 1                                                            | 0                                                            | 1        |
| 26.                                                          | Venezuela (VEN)                                              | 0                                                            | 1                                                            | 0                                                            | 1        |
|                                                              |                                                              |                                                              |                                                              |                                                              |          |
| 35.                                                          | Csehország (CZE)                                             | 0                                                            | 0                                                            | 1                                                            | 1        |
| 35.                                                          | Kazahsztán (KAZ)                                             | 0                                                            | 0                                                            | 1                                                            | 1        |
| 35.                                                          | Kuba (CUB)                                                   | 0                                                            | 0                                                            | 1                                                            | 1        |
| 35.                                                          | Magyarország (HUN)                                           | 0                                                            | 0                                                            | 1                                                            | 1        |
| 35.                                                          | Szerbia (SRB)                                                | 0                                                            | 0                                                            | 1                                                            | 1        |
| 35.                                                          | Törökország (TUR)                                            | 0                                                            | 0                                                            | 1                                                            | 1        |
| 35.                                                          | Trinidad és Tobago (TRI)                                     | 0                                                            | 0                                                            | 1                                                            | 1        |
| 35.                                                          | Ukrajna (UKR)                                                | 0                                                            | 0                                                            | 1                                                            | 1        |
|                                                              |                                                              |                                                              |                                                              |                                                              |          |
| Összesen                                                     | Összesen                                                     | 47                                                           | 47                                                           | 47                                                           | 141      |

## Férfi

### Éremtáblázat

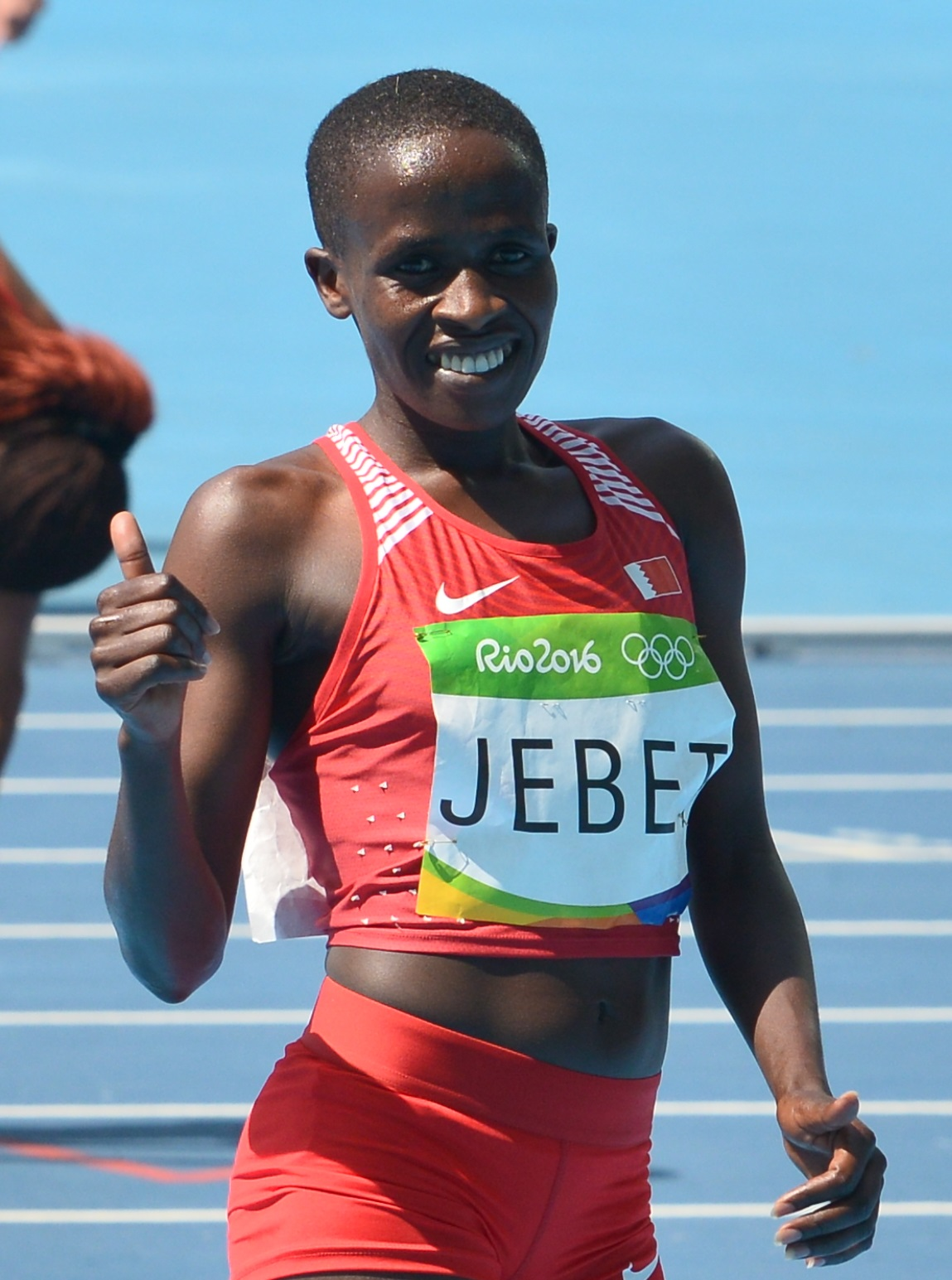
Ruth Jebet (Bahrein) a 3000 méteres akadályfutás riói olimpiai bajnoka

| A 2016. évi nyári olimpiai játékok éremtáblázata férfi atlétikában | A 2016. évi nyári olimpiai játékok éremtáblázata férfi atlétikában | A 2016. évi nyári olimpiai játékok éremtáblázata férfi atlétikában | A 2016. évi nyári olimpiai játékok éremtáblázata férfi atlétikában | A 2016. évi nyári olimpiai játékok éremtáblázata férfi atlétikában | Olimpia  |
| ------------------------------------------------------------------ | ------------------------------------------------------------------ | ------------------------------------------------------------------ | ------------------------------------------------------------------ | ------------------------------------------------------------------ | -------- |
|                                                                    | Ország                                                             | Arany                                                              | Ezüst                                                              | Bronz                                                              | Összesen |
| 1.                                                                 | Egyesült Államok (USA)                                             | 7                                                                  | 5                                                                  | 4                                                                  | 16       |
| 2.                                                                 | Jamaica (JAM)                                                      | 4                                                                  | 1                                                                  | 0                                                                  | 5        |
| 3.                                                                 | Kenya (KEN)                                                        | 3                                                                  | 3                                                                  | 0                                                                  | 6        |
| 4.                                                                 | Nagy-Britannia (GBR)                                               | 2                                                                  | 0                                                                  | 1                                                                  | 3        |
| 4.                                                                 | Németország (GER)                                                  | 2                                                                  | 0                                                                  | 1                                                                  | 3        |
| 6.                                                                 | Kanada (CAN)                                                       | 1                                                                  | 1                                                                  | 3                                                                  | 5        |
| 7.                                                                 | Kína (CHN)                                                         | 1                                                                  | 1                                                                  | 1                                                                  | 3        |
| 8.                                                                 | Dél-afrikai Köztársaság (RSA)                                      | 1                                                                  | 1                                                                  | 0                                                                  | 2        |
| 9.                                                                 | Brazília (BRA)                                                     | 1                                                                  | 0                                                                  | 0                                                                  | 1        |
| 9.                                                                 | Szlovákia (SVK)                                                    | 1                                                                  | 0                                                                  | 0                                                                  | 1        |
| 9.                                                                 | Tádzsikisztán (TJK)                                                | 1                                                                  | 0                                                                  | 0                                                                  | 1        |
|                                                                    |                                                                    |                                                                    |                                                                    |                                                                    |          |
| 12.                                                                | Franciaország (FRA)                                                | 0                                                                  | 2                                                                  | 3                                                                  | 5        |
| 13.                                                                | Algéria (ALG)                                                      | 0                                                                  | 2                                                                  | 0                                                                  | 2        |
| 14.                                                                | Etiópia (ETH)                                                      | 0                                                                  | 1                                                                  | 2                                                                  | 3        |
| 15.                                                                | Ausztrália (AUS)                                                   | 0                                                                  | 1                                                                  | 1                                                                  | 2        |
| 15.                                                                | Japán (JPN)                                                        | 0                                                                  | 1                                                                  | 1                                                                  | 2        |
| 15.                                                                | Lengyelország (POL)                                                | 0                                                                  | 1                                                                  | 1                                                                  | 2        |
| 18.                                                                | Fehéroroszország (BLR)                                             | 0                                                                  | 1                                                                  | 0                                                                  | 1        |
| 18.                                                                | Grenada (GRN)                                                      | 0                                                                  | 1                                                                  | 0                                                                  | 1        |
| 18.                                                                | Katar (QAT)                                                        | 0                                                                  | 1                                                                  | 0                                                                  | 1        |
| 18.                                                                | Spanyolország (ESP)                                                | 0                                                                  | 1                                                                  | 0                                                                  | 1        |
|                                                                    |                                                                    |                                                                    |                                                                    |                                                                    |          |
| 22.                                                                | Új-Zéland (NZL)                                                    | 0                                                                  | 0                                                                  | 2                                                                  | 2        |
| 23.                                                                | Bahama-szigetek (BAH)                                              | 0                                                                  | 0                                                                  | 1                                                                  | 1        |
| 23.                                                                | Törökország (TUR)                                                  | 0                                                                  | 0                                                                  | 1                                                                  | 1        |
| 23.                                                                | Trinidad és Tobago (TRI)                                           | 0                                                                  | 0                                                                  | 1                                                                  | 1        |
| 23.                                                                | Ukrajna (UKR)                                                      | 0                                                                  | 0                                                                  | 1                                                                  | 1        |
|                                                                    |                                                                    |                                                                    |                                                                    |                                                                    |          |
| Összesen                                                           | Összesen                                                           | 24                                                                 | 24                                                                 | 24                                                                 | 72       |

### Érmesek
| A 2016. évi nyári olimpiai játékok érmesei férfi atlétikában | |            | |          | |          |
| Versenyszám                                                  | Arany | Arany      | Ezüst                                                                                               | Ezüst    | Bronz | Bronz    |
| 100 m síkfutás                                               | Usain Bolt · Jamaica (JAM)                                                                                         | 9,81       | Justin Gatlin · Egyesült Államok (USA)                                                              | 9,89     | Andre De Grasse · Kanada (CAN)                                                                              | 9,91     |
| 200 m síkfutás                                               | Usain Bolt · Jamaica (JAM)                                                                                         | 19,78      | Andre De Grasse · Kanada (CAN)                                                                      | 20,02    | Christophe Lemaitre · Franciaország (FRA)                                                                   | 20,12    |
| 400 m síkfutás                                               | Wayde van Niekerk · Dél-afrikai Köztársaság (RSA)                                                                  | 43,03 WR   | Kirani James · Grenada (GRN)                                                                        | 43,76    | LaShawn Merritt · Egyesült Államok (USA)                                                                    | 43,85    |
| 800 m síkfutás                                               | David Rudisha · Kenya (KEN)                                                                                        | 1:42,15    | Taoufik Makhloufi · Algéria (ALG)                                                                   | 1:42,61  | Clayton Murphy · Egyesült Államok (USA)                                                                     | 1:42,85  |
| 1500 m síkfutás                                              | Matthew Centrowitz · Egyesült Államok (USA)                                                                        | 3:50,00    | Taoufik Makhloufi · Algéria (ALG)                                                                   | 3:50,11  | Nicholas Willis · Új-Zéland (NZL)                                                                           | 3:50,24  |
| 5000 m síkfutás                                              | Mo Farah · Nagy-Britannia (GBR)                                                                                    | 13:03,30   | Paul Kipkemoi Chelimo · Egyesült Államok (USA)                                                      | 13:03,90 | Hagos Gebrhiwet · Etiópia (ETH)                                                                             | 13:04,35 |
| 10 000 m síkfutás                                            | Mo Farah · Nagy-Britannia (GBR)                                                                                    | 27:05,17   | Paul Tanui · Kenya (KEN)                                                                            | 27:05,64 | Tamirat Tola · Etiópia (ETH)                                                                                | 27:06,26 |
| 110 m gátfutás                                               | Omar McLeod · Jamaica (JAM)                                                                                        | 13,05      | Orlando Ortega · Spanyolország (ESP)                                                                | 13,17    | Dimitri Bascou · Franciaország (FRA)                                                                        | 13,24    |
| 400 m gátfutás                                               | Kerron Clement · Egyesült Államok (USA)                                                                            | 47,73      | Boniface Mucheru · Kenya (KEN)                                                                      | 47,78    | Yasmani Copello · Törökország (TUR)                                                                         | 47,92    |
| 3000 m akadályfutás                                          | Conseslus Kipruto · Kenya (KEN)                                                                                    | 8:03,28 OR | Evan Jager · Egyesült Államok (USA)                                                                 | 8:04,28  | Mahiedine Mekhissi-Benabbad · Franciaország (FRA)                                                           | 8:11,52  |
| 4 × 100 m váltófutás                                         | Jamaica (JAM) · Asafa Powell · Yohan Blake · Nickel Ashmeade · Usain Bolt · Jevaughn Minzie* · Kemar Bailey-Cole*  | 37,27      | Japán (JPN) · Cambridge Aszuka · Kirjú Josihide · Jamagata Rjóta · Iizuka Sóta                      | 37,60    | Kanada (CAN) · Akeem Haynes · Aaron Brown · Brendon Rodney · Andre De Grasse · Mobolade Ajomale*            | 37,64    |
| 4 × 400 m váltófutás                                         | Egyesült Államok (USA) · Arman Hall · Tony McQuay · Gil Roberts · LaShawn Merritt · Kyle Clemons* · David Verburg* | 2:57,30    | Jamaica (JAM) · Peter Matthews · Nathon Allen · Fitzroy Dunkley · Javon Francis · Rusheen McDonald* | 2:58,16  | Bahama-szigetek (BAH) · Alonzo Russell · Michael Mathieu · Steven Gardiner · Chris Brown · Stephen Newbold* | 2:58,49  |
| Maraton                                                      | Eliud Kipchoge · Kenya (KEN)                                                                                       | 2:08:44    | Feyisa Lilesa · Etiópia (ETH)                                                                       | 2:09:54  | Galen Rupp · Egyesült Államok (USA)                                                                         | 2:10:05  |
| 20 km gyaloglás                                              | Vang Csen (Wang Zhen) · Kína (CHN)                                                                                 | 1:19:14    | Caj Cölin (Cai Zelin) · Kína (CHN)                                                                  | 1:19:26  | Dane Bird-Smith · Ausztrália (AUS)                                                                          | 1:19:37  |
| 50 km gyaloglás                                              | Matej Tóth · Szlovákia (SVK)                                                                                       | 3:40:58    | Jared Tallent · Ausztrália (AUS)                                                                    | 3:41:16  | Arai Hirooki · Japán (JPN)                                                                                  | 3:41:24  |
| Távolugrás                                                   | Jeff Henderson · Egyesült Államok (USA)                                                                            | 8,38 m     | Luvo Manyonga · Dél-afrikai Köztársaság (RSA)                                                       | 8,37 m   | Greg Rutherford · Nagy-Britannia (GBR)                                                                      | 8,29 m   |
| Hármasugrás                                                  | Christian Taylor · Egyesült Államok (USA)                                                                          | 17,86 m    | Will Claye · Egyesült Államok (USA)                                                                 | 17,76 m  | Tung Pin (Dong Bin) · Kína (CHN)                                                                            | 17,58 m  |
| Magasugrás                                                   | Derek Drouin · Kanada (CAN)                                                                                        | 2,38 m     | Mutazz Ísza Barsim · Katar (QAT)                                                                    | 2,36 m   | Bohdan Bondarenko · Ukrajna (UKR)                                                                           | 2,33 m   |
| Rúdugrás                                                     | Thiago Braz da Silva · Brazília (BRA)                                                                              | 6,03 m OR  | Renaud Lavillenie · Franciaország (FRA)                                                             | 5,98 m   | Sam Kendricks · Egyesült Államok (USA)                                                                      | 5,85 m   |
| Súlylökés                                                    | Ryan Crouser · Egyesült Államok (USA)                                                                              | 22,52 m OR | Joe Kovacs · Egyesült Államok (USA)                                                                 | 21,78 m  | Tomas Walsh · Új-Zéland (NZL)                                                                               | 21,36 m  |
| Diszkoszvetés                                                | Christoph Harting · Németország (GER)                                                                              | 68,37 m    | Piotr Małachowski · Lengyelország (POL)                                                             | 67,55 m  | Daniel Jasinski · Németország (GER)                                                                         | 67,05 m  |
| Gerelyhajítás                                                | Thomas Röhler · Németország (GER)                                                                                  | 90,30 m    | Julius Yego · Kenya (KEN)                                                                           | 88,24 m  | Keshorn Walcott · Trinidad és Tobago (TRI)                                                                  | 85,38 m  |
| Kalapácsvetés                                                | Dilshod Nazarov · Tádzsikisztán (TJK)                                                                              | 78,68 m    | Ivan Cihan · Fehéroroszország (BLR)                                                                 | 77,79 m  | Wojciech Nowicki · Lengyelország (POL)                                                                      | 77,73 m  |
| Tízpróba                                                     | Ashton Eaton · Egyesült Államok (USA)                                                                              | 8893 OR    | Kévin Mayer · Franciaország (FRA)                                                                   | 8834     | Damian Warner · Kanada (CAN)                                                                                | 8666     |

* - a versenyző az előfutamban vett részt

## Női

### Éremtáblázat
| A 2016. évi nyári olimpiai játékok éremtáblázata női atlétikában | A 2016. évi nyári olimpiai játékok éremtáblázata női atlétikában | A 2016. évi nyári olimpiai játékok éremtáblázata női atlétikában | A 2016. évi nyári olimpiai játékok éremtáblázata női atlétikában | A 2016. évi nyári olimpiai játékok éremtáblázata női atlétikában | Olimpia  |
| ---------------------------------------------------------------- | ---------------------------------------------------------------- | ---------------------------------------------------------------- | ---------------------------------------------------------------- | ---------------------------------------------------------------- | -------- |
|                                                                  | Ország                                                           | Arany                                                            | Ezüst                                                            | Bronz                                                            | Összesen |
| 1.                                                               | Egyesült Államok (USA)                                           | 6                                                                | 5                                                                | 5                                                                | 16       |
| 2.                                                               | Kenya (KEN)                                                      | 3                                                                | 3                                                                | 1                                                                | 7        |
| 3.                                                               | Jamaica (JAM)                                                    | 2                                                                | 2                                                                | 2                                                                | 6        |
| 4.                                                               | Horvátország (CRO)                                               | 2                                                                | 0                                                                | 1                                                                | 3        |
| 5.                                                               | Etiópia (ETH)                                                    | 1                                                                | 1                                                                | 3                                                                | 5        |
| 6.                                                               | Kína (CHN)                                                       | 1                                                                | 1                                                                | 1                                                                | 3        |
| 7.                                                               | Bahrein (BRN)                                                    | 1                                                                | 1                                                                | 0                                                                | 2        |
| 7.                                                               | Dél-afrikai Köztársaság (RSA)                                    | 1                                                                | 1                                                                | 0                                                                | 2        |
| 9.                                                               | Bahama-szigetek (BAH)                                            | 1                                                                | 0                                                                | 0                                                                | 1        |
| 9.                                                               | Belgium (BEL)                                                    | 1                                                                | 0                                                                | 0                                                                | 1        |
| 9.                                                               | Görögország (GRE)                                                | 1                                                                | 0                                                                | 0                                                                | 1        |
| 9.                                                               | Kolumbia (COL)                                                   | 1                                                                | 0                                                                | 0                                                                | 1        |
| 9.                                                               | Lengyelország (POL)                                              | 1                                                                | 0                                                                | 0                                                                | 1        |
| 9.                                                               | Spanyolország (ESP)                                              | 1                                                                | 0                                                                | 0                                                                | 1        |
|                                                                  |                                                                  |                                                                  |                                                                  |                                                                  |          |
| 15.                                                              | Nagy-Britannia (GBR)                                             | 0                                                                | 1                                                                | 3                                                                | 4        |
| 16.                                                              | Új-Zéland (NZL)                                                  | 0                                                                | 1                                                                | 1                                                                | 2        |
| 17.                                                              | Bulgária (BUL)                                                   | 0                                                                | 1                                                                | 0                                                                | 1        |
| 17.                                                              | Burundi (BDI)                                                    | 0                                                                | 1                                                                | 0                                                                | 1        |
| 17.                                                              | Dánia (DEN)                                                      | 0                                                                | 1                                                                | 0                                                                | 1        |
| 17.                                                              | Franciaország (FRA)                                              | 0                                                                | 1                                                                | 0                                                                | 1        |
| 17.                                                              | Hollandia (NED)                                                  | 0                                                                | 1                                                                | 0                                                                | 1        |
| 17.                                                              | Mexikó (MEX)                                                     | 0                                                                | 1                                                                | 0                                                                | 1        |
| 17.                                                              | Venezuela (VEN)                                                  | 0                                                                | 1                                                                | 0                                                                | 1        |
|                                                                  |                                                                  |                                                                  |                                                                  |                                                                  |          |
| 24.                                                              | Csehország (CZE)                                                 | 0                                                                | 0                                                                | 1                                                                | 1        |
| 24.                                                              | Kanada (CAN)                                                     | 0                                                                | 0                                                                | 1                                                                | 1        |
| 24.                                                              | Kazahsztán (KAZ)                                                 | 0                                                                | 0                                                                | 1                                                                | 1        |
| 24.                                                              | Kuba (CUB)                                                       | 0                                                                | 0                                                                | 1                                                                | 1        |
| 24.                                                              | Magyarország (HUN)                                               | 0                                                                | 0                                                                | 1                                                                | 1        |
| 24.                                                              | Szerbia (SRB)                                                    | 0                                                                | 0                                                                | 1                                                                | 1        |
|                                                                  |                                                                  |                                                                  |                                                                  |                                                                  |          |
| Összesen                                                         | Összesen                                                         | 23                                                               | 23                                                               | 23                                                               | 69       |

### Érmesek
| A 2016. évi nyári olimpiai játékok érmesei női atlétikában | |             | |          | |          |
| Versenyszám                                                | Arany | Arany       | Ezüst | Ezüst    | Bronz | Bronz    |
| 100 m síkfutás                                             | Elaine Thompson · Jamaica (JAM) | 10,71       | Tori Bowie · Egyesült Államok (USA) | 10,83    | Shelly-Ann Fraser-Pryce · Jamaica (JAM)                                                                  | 10,86    |
| 200 m síkfutás                                             | Elaine Thompson · Jamaica (JAM) | 21,78       | Dafne Schippers · Hollandia (NED) | 21,88    | Tori Bowie · Egyesült Államok (USA)                                                                      | 22,15    |
| 400 m síkfutás                                             | Shaunae Miller · Bahama-szigetek (BAH)                                                                                                   | 49,44       | Allyson Felix · Egyesült Államok (USA) | 49,51    | Shericka Jackson · Jamaica (JAM)                                                                         | 49,85    |
| 800 m síkfutás                                             | Caster Semenya · Dél-afrikai Köztársaság (RSA)                                                                                           | 1:55,28     | Francine Niyonsaba · Burundi (BDI) | 1:56,49  | Margaret Wambui · Kenya (KEN)                                                                            | 1:56,89  |
| 1500 m síkfutás                                            | Faith Kipyegon · Kenya (KEN) | 4:08,92     | Genzebe Dibaba · Etiópia (ETH) | 4:10,27  | Jennifer Simpson · Egyesült Államok (USA)                                                                | 4:10,53  |
| 5000 m síkfutás                                            | Vivian Cheruiyot · Kenya (KEN) | 14:26,17 OR | Hellen Obiri · Kenya (KEN) | 14:29,77 | Almaz Ayana · Etiópia (ETH)                                                                              | 14:33,59 |
| 10 000 m síkfutás                                          | Almaz Ayana · Etiópia (ETH) | 29:17,45 WR | Vivian Cheruiyot · Kenya (KEN) | 29:32,53 | Tirunesh Dibaba · Etiópia (ETH)                                                                          | 29:42,56 |
| 100 m gátfutás                                             | Brianna Rollins · Egyesült Államok (USA)                                                                                                 | 12,48       | Nia Ali · Egyesült Államok (USA) | 12,59    | Kristi Castlin · Egyesült Államok (USA)                                                                  | 12,61    |
| 400 m gátfutás                                             | Dalilah Muhammad · Egyesült Államok (USA)                                                                                                | 53,13       | Sara Slott Petersen · Dánia (DEN) | 53,55    | Ashley Spencer · Egyesült Államok (USA)                                                                  | 53,72    |
| 3000 m akadályfutás                                        | Ruth Jebet · Bahrein (BRN) | 8:59,75     | Hyvin Jepkemoi · Kenya (KEN) | 9:07,12  | Emma Coburn · Egyesült Államok (USA)                                                                     | 9:07,73  |
| 4 × 100 m váltófutás                                       | Egyesült Államok (USA) · Tianna Bartoletta · Allyson Felix · English Gardner · Tori Bowie · Morolake Akinosun*                           | 41,02       | Jamaica (JAM) · Christania Williams · Elaine Thompson · Veronica Campbell-Brown · Shelly-Ann Fraser-Pryce · Simone Facey* · Sashalee Forbes*         | 41,36    | Nagy-Britannia (GBR) · Asha Philip · Desirèe Henry · Dina Asher-Smith · Daryll Neita                     | 41,77    |
| 4 × 400 m váltófutás                                       | Egyesült Államok (USA) · Allyson Felix · Phyllis Francis · Natasha Hastings · Courtney Okolo · Taylor Ellis-Watson* · Francena McCorory* | 3:19,06     | Jamaica (JAM) · Stephenie Ann McPherson · Anneisha McLaughlin-Whilby · Shericka Jackson · Novlene Williams-Mills · Christine Day* · Chrisann Gordon* | 3:20,34  | Nagy-Britannia (GBR) · Eilidh Doyle · Anyika Onuora · Emily Diamond · Christine Ohuruogu · Kelly Massey* | 3:25,88  |
| Maraton                                                    | Jemima Sumgong · Kenya (KEN) | 2:24:04     | Eunice Kirwa · Bahrein (BRN) | 2:24:13  | Mare Dibaba · Etiópia (ETH)                                                                              | 2:24:30  |
| 20 km gyaloglás                                            | Liu Hung (Liu Hong) · Kína (CHN) | 1:28:35     | María Guadalupe González · Mexikó (MEX) | 1:28:37  | Lü Hsziu-cse (Lü Xiuzhi) · Kína (CHN)                                                                    | 1:28:42  |
| Távolugrás                                                 | Tianna Bartoletta · Egyesült Államok (USA)                                                                                               | 7,17 m      | Brittney Reese · Egyesült Államok (USA) | 7,15 m   | Ivana Španović · Szerbia (SRB)                                                                           | 7,08 m   |
| Hármasugrás                                                | Caterina Ibargüen · Kolumbia (COL) | 15,17 m     | Yulimar Rojas · Venezuela (VEN) | 14,98 m  | Olga Ripakova · Kazahsztán (KAZ)                                                                         | 14,74 m  |
| Magasugrás                                                 | Ruth Beitia · Spanyolország (ESP) | 1,97 m      | Mirela Demireva · Bulgária (BUL) | 1,97 m   | Blanka Vlašić · Horvátország (CRO)                                                                       | 1,97 m   |
| Rúdugrás                                                   | Katerína Sztefanídi · Görögország (GRE)                                                                                                  | 4,85 m      | Sandi Morris · Egyesült Államok (USA) | 4,85 m   | Eliza McCartney · Új-Zéland (NZL)                                                                        | 4,80 m   |
| Súlylökés                                                  | Michelle Carter · Egyesült Államok (USA)                                                                                                 | 20,63 m     | Valerie Adams · Új-Zéland (NZL) | 20,42 m  | Márton Anita · Magyarország (HUN)                                                                        | 19,87 m  |
| Diszkoszvetés                                              | Sandra Perković · Horvátország (CRO) | 69,21 m     | Mélina Robert-Michon · Franciaország (FRA) | 66,73 m  | Denia Caballero · Kuba (CUB)                                                                             | 65,34 m  |
| Gerelyhajítás                                              | Sara Kolak · Horvátország (CRO) | 66,18 m     | Sunette Viljoen · Dél-afrikai Köztársaság (RSA) | 64,92 m  | Barbora Špotáková · Csehország (CZE)                                                                     | 64,80 m  |
| Kalapácsvetés                                              | Anita Włodarczyk · Lengyelország (POL)                                                                                                   | 82,29 m WR  | Csang Ven-hsziu (Zhang Wenxiu) · Kína (CHN) | 76,75 m  | Sophie Hitchon · Nagy-Britannia (GBR)                                                                    | 74,54 m  |
| Hétpróba                                                   | Nafissatou Thiam · Belgium (BEL) | 6810        | Jessica Ennis · Nagy-Britannia (GBR) | 6775     | Brianne Theisen-Eaton · Kanada (CAN)                                                                     | 6653     |

* - a versenyző az előfutamban vett részt